# Fayetteville (Teksas)
Fayetteville – miasto w Stanach Zjednoczonych, w stanie Teksas, w hrabstwie Fayette.